# 애원로
 애원로(Aewon-ro)는 제주특별자치도 제주시 애월읍 에서 애월읍 원동교차로를 잇는 도로이다.

## 주요 경유지
제주특별자치도
- 제주시 애월읍

## 노선
| 이름        | 접속 노선                      | 소재지 | 소재지 | 비고 |
| ----------- | ------------------------------ | ------ | ------ | ---- |
| (이름없음)  | 애월로 애월로11길              | 제주시 | 애월읍 |      |
| 애월사거리  | 지방도 제1132호선 (일주서로)   | 제주시 | 애월읍 |      |
| 상가 교차로 | 지방도 제1136호선 (중산간서로) | 제주시 | 애월읍 |      |
| (이름없음)  | 지방도 제1121호선 (금가로)     | 제주시 | 애월읍 |      |
| 원동 교차로 | 지방도 제1135호선 (평화로)     | 제주시 | 애월읍 |      |

## 주요 건물 및 시설
- 애월리사무소 (애원로 4/애월리 1587)
- 농협 애월농협 하나로마트 (애원로 41/애월리 1400-1)
- 농협 애월농협 본점 (애원로 41/애월리 1400-1)
- 세븐일레븐 제주상가리점 (애원로 515/상가리 754-5)